# Im Kaffeehaus (Bensberg)

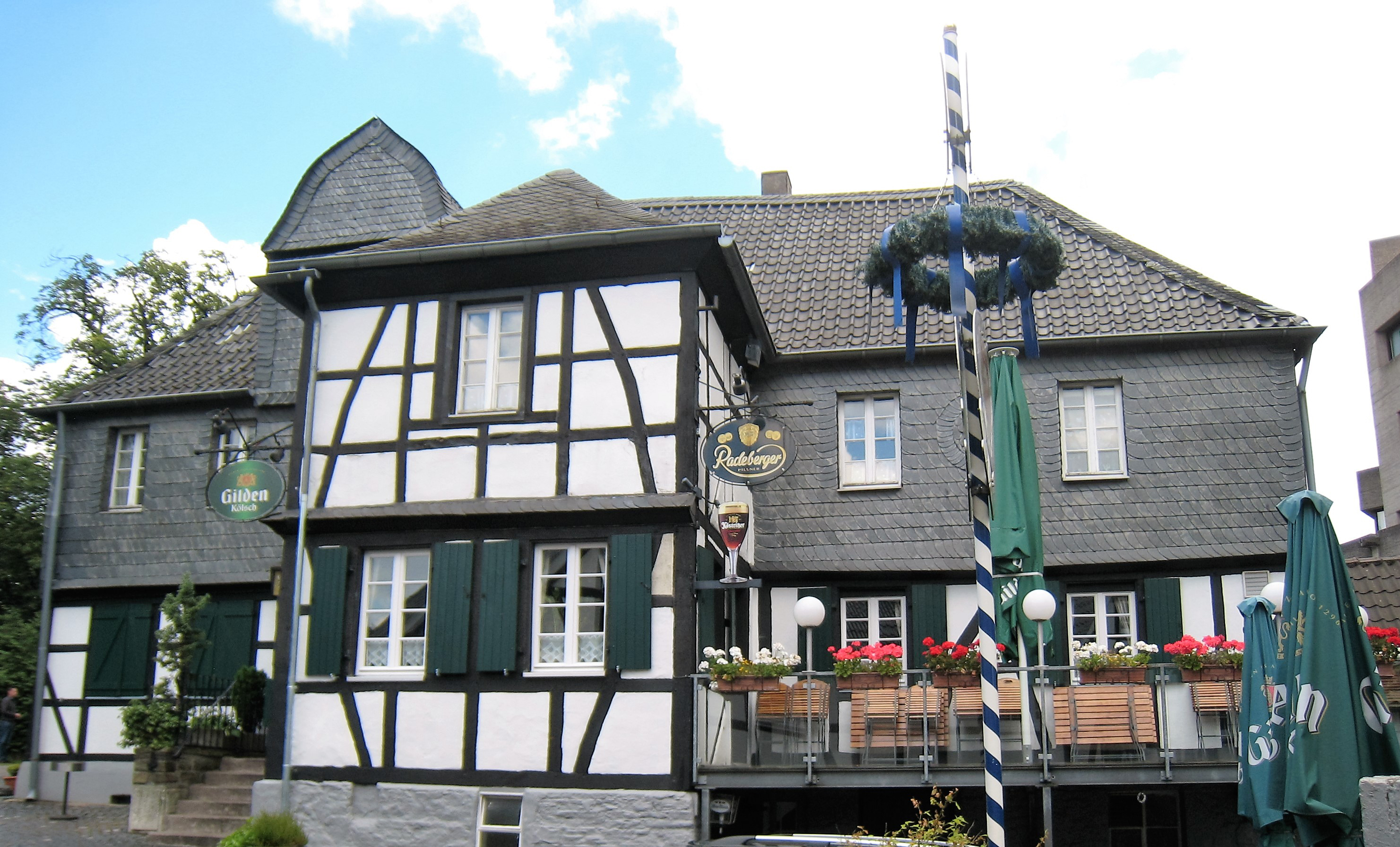
Im Kaffeehaus Westseite
historisches Gasthaus seit 1760

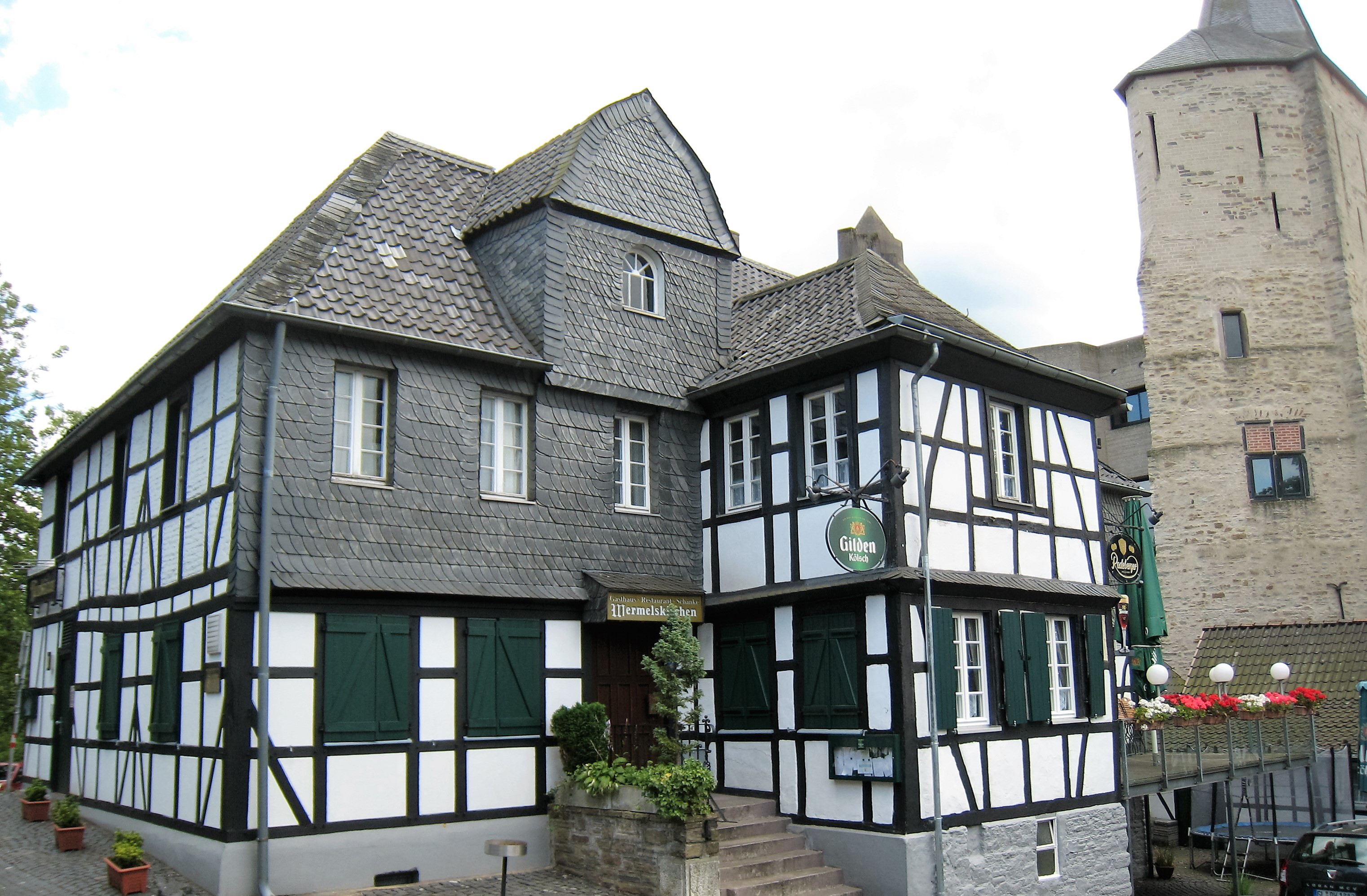
Im Kaffeehaus Nordseite
rechts der Bergfried vom Alten Schloss Bensberg

Im Kaffeehaus ist der historische Name für das Fachwerkhaus Burggraben 8–10 im Stadtteil Bensberg von Bergisch Gladbach im Rheinisch-Bergischen Kreis.

## Geschichte
Als rechteckiges Fachwerkhaus mit einem leicht vorstehenden Obergeschoss wurde das Gebäude 1715 erbaut. Urkundlich wurde es erstmals in der Huldigungsliste 1731 unter dem damaligen Wirt Jakob Stern als im Kaffeehaus erwähnt. Die Baugenehmigung trug den Hinweis „Erlaubnis zur Erbauung einer Behausung.“
Mit der Errichtung von Schloss Bensberg gab es einen Zuwachs in der Bevölkerung. Dadurch entstanden Gastwirtschaften, die man aufsuchen konnte. Dazu gehörte auch das Kaffeehaus. Im 19. und 20. Jahrhundert kam es zu Erweiterungsbauten mit Wohn- und Wirtschaftsräumen. Seit 1889 wird die Gaststätte ununterbrochen von der Familie Wermelskirchen als Gasthaus Wermelskirchen geführt.

## Baudenkmal
Das Gebäude ist als Baudenkmal Nr. 57 in die Liste der Baudenkmäler in Bergisch Gladbach eingetragen.